# Victor Ponta

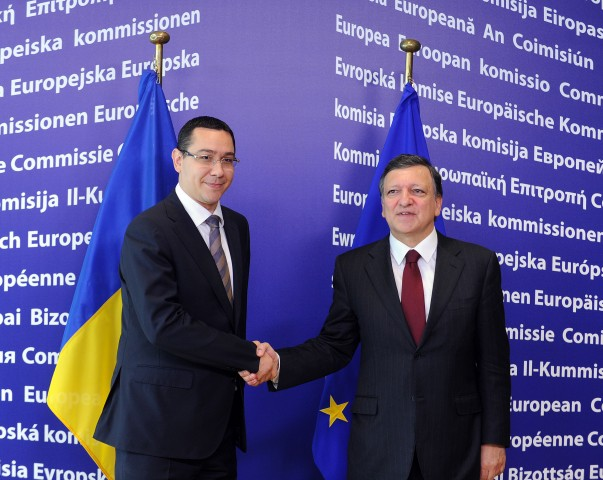
Victor Ponta i José Manuel Durão Barroso (2012)

Victor-Viorel Ponta (ur. 20 września 1972 w Bukareszcie) – rumuński polityk i prawnik, parlamentarzysta i minister, przewodniczący Partii Socjaldemokratycznej (PSD) od 2010 do 2015, premier Rumunii w latach 2012–2015 (z dwiema krótkimi przerwami w 2015).

## Życiorys

### Wykształcenie i działalność zawodowa
Urodził się w 1972 w Bukareszcie. W 1991 ukończył stołeczną szkołę średnią „Ion Neculce”. W 1995 został absolwentem prawa na Uniwersytecie Bukareszteńskim. W 2003 obronił doktorat poświęcony Międzynarodowemu Trybunałowi Karnemu na tej samej uczelni. W latach 1996–1998 i 2002–2010 był nauczycielem akademickim w katedrze prawa karnego na prywatnym Universitatea Româno-Americanău. W swojej oficjalnej biografii podawał również, że uzyskał w 2000 magisterium z zakresu międzynarodowego prawa karnego na Uniwersytecie w Katanii. Tymczasem rektor tej uczelni zaprzeczył, by Victor Ponta studiował na tej uczelni. W 2012 wysunięto wobec niego zarzut popełnienia plagiatu w pracy doktorskiej z 2003. Polityk zrzekł się wówczas tego stopnia, a w 2016 zarzut plagiatu potwierdziło ostatecznie postępowanie przed rumuńską radą zajmującą się tytułami i dyplomami akademickimi.
W latach 1995–1998 Victor Ponta pracował jako prokurator przy jednym ze stołecznych sądów okręgowych. Od 1998 do 2001 był prokuratorem w biurze przy Sądzie Najwyższym. Pracował w wydziale postępowań kryminalnych i antykorupcyjnych, zajmując się sprawami przestępstw gospodarczych i finansowych. W latach 2000–2001 był koordynatorem biura ds. zwalczania prania brudnych pieniędzy.

### Działalność polityczna do 2012
Zaangażował się w działalność polityczną w ramach Partii Socjaldemokratycznej (PSD). Od kwietnia 2001 do marca 2004 w randze sekretarza stanu kierował departamentem kontroli rumuńskiego rządu. W marcu 2004 został mianowany ministrem delegowanym ds. kontroli wdrażania międzynarodowych programów pomocowych i acquis communautaire w rządzie premiera Adriana Năstase.
Od listopada 2002 do listopada 2006 zajmował stanowisko przewodniczącego młodzieżówki Partii Socjaldemokratycznej. W marcu 2005 został wiceprzewodniczącym ECOSY. 10 grudnia 2006 został mianowany jednym z wiceprzewodniczących PSD. W wyborach parlamentarnych w 2004 dostał się po raz pierwszy do Izby Deputowanych. W kolejnych wyborach w 2008 uzyskał poselską reelekcję.
22 grudnia 2008 objął stanowisko ministra ds. stosunków z parlamentem w gabinecie premiera Emila Boca. 1 października 2009, po wyjściu PSD z koalicji rządowej w proteście przeciw odwołaniu ministra spraw wewnętrznych Dana Nicy, Victor Ponta zrezygnował z urzędu.
21 lutego 2010 w czasie kongresu PSD został wybrany na przewodniczącego partii, pokonując w głosowaniu Mirceę Geoanę stosunkiem głosów 856 do 781. W lutym 2011 zawarł porozumienie polityczne z Crinem Antonescu, przewodniczącym Partii Narodowo-Liberalnej (PNL), tworząc wspólnie z nim koalicję Unię Socjalno-Liberalną (USL), której celem miało być odsunięcie od urzędującego premiera Emila Boca.

### Działalność polityczna od 2012
27 kwietnia 2012, w następstwie uchwalenia przez parlament wotum nieufności wobec gabinetu Mihaia Răzvana Ungureanu, Victor Ponta został desygnowany przez prezydenta Traiana Băsescu na stanowisko nowego premiera, a 7 maja został zaprzysiężony wraz z nowym rządem złożonym z członków Unii Socjalno-Liberalnej. Funkcję objął wówczas na okres 6 miesięcy do czasu wyborów parlamentarnych w tym samym roku. Opowiadał się wówczas przeciwko środkom oszczędnościowym wprowadzonym przez poprzedni rząd zakładającym podwyżkę podatków i obniżenie płac, które jego zdaniem prowadzić miały do niesprawiedliwości społecznej.
W lipcu tego samego roku był jednym z inicjatorów kolejnej próby usunięcia Traiana Băsescu ze stanowiska. Promowane przez niego referendum w sprawie odwołania głowy państwa okazało się jednak nieważne ze względu na zbyt niską frekwencję. W grudniu 2012 rządowa koalicja z wynikiem około 60% wygrała wybory parlamentarne. Victor Ponta zwyciężył w okręgu jednomandatowym, pokonując Dana Diaconescu. W tym samym miesiącu utworzył swój drugi gabinet z udziałem socjaldemokratów, liberałów z PNL, a także pozostałych koalicjantów z USL (PC i UNPR). Koalicja rozpadła się w lutym 2014, gdy Partia Narodowo-Liberalna zdecydowała o jej opuszczeniu. W marcu tegoż roku Victor Ponta zorganizował swój trzeci rząd, w którym zamiast PNL znalazł się opozycyjny dotąd Demokratyczny Związek Węgrów w Rumunii (UDMR).
W listopadzie 2014 premier wystartował w wyborach prezydenckich. W pierwszej turze zajął pierwsze miejsce z wynikiem 40,4%. W drugiej otrzymał 45,6% głosów, przegrywając z popieranym przez Partię Narodowo-Liberalną i Partię Demokratyczno-Liberalną Klausem Iohannisem. W grudniu 2014 partia UDMR opuściła koalicję rządową. W konsekwencji Victor Ponta powołał swój czwarty gabinet z udziałem socjaldemokratów, UNPR, konserwatystów i Partii Liberalno-Reformatorskiej. W czerwcu 2015 służba antykorupcyjna DNA wszczęła postępowanie przeciwko premierowi w sprawie fałszerstw, oszustw podatkowych i prania brudnych pieniędzy, których miał się dopuścić podczas praktyki prawniczej. Mimo publicznego wezwania ze strony prezydenta polityk odmówił podania się do dymisji. Parlament głosami przedstawicieli koalicji rządowej i mniejszości narodowych odrzucił wniosek o uchylenie jego immunitetu. Między czerwcem a sierpniem 2015 Victor Ponta dwukrotnie udawał się na kilkunastodniowe zwolnienia w związku z operacją kolana i rehabilitacją, czasowo obowiązki premiera wykonywał wówczas Gabriel Oprea. 12 lipca tegoż roku zrezygnował z przewodniczenia PSD.
Pod koniec października 2015 doszło do pożaru w klubie nocnym w Bukareszcie, w wyniku którego zginęło kilkadziesiąt osób. W następstwie doszło do masowych demonstracji, protestujący domagali się m.in. dymisji premiera, któremu przypisywali odpowiedzialność za to zdarzenie. 4 listopada 2015 Victor Ponta ogłosił swoją rezygnację. Dzień później obowiązki premiera przejął Sorin Cîmpeanu. Po dymisji pozostał aktywnym działaczem PSD. W wyborach w 2016 po raz czwarty z rzędu został wybrany do Izby Deputowanych. W 2017 został wykluczony z PSD. Współtworzył następnie ugrupowanie PRO Rumunia, objął w nim funkcję przewodniczącego.
W 2019 uzyskał mandat posła do Europarlamentu, z którego zrezygnował przed rozpoczęciem kadencji. W 2020 jego ugrupowanie nie uzyskało reprezentacji w rumuńskim parlamencie. W 2024 były premier ponownie został członkiem PSD. W tym samym roku z jej ramienia ponownie został wybrany do Izby Deputowanych. W maju 2025 kandydował ponownie w wyborach prezydenckich jako niezależny (bez poparcia ze strony PSD). W pierwszej turze głosowania otrzymał 13,0% głosów, zajmując czwarte miejsce.

## Życie prywatne
Żonaty z polityk Dacianą Sârbu, córką Ilie Sârbu. Ma dwoje dzieci.

## Odznaczenia
- Kawaler Orderu Wiernej Służby (2002)[31]
- Komandor Orderu Gwiazdy Włoch (Włochy, 2004)[32]
- Order Republiki (Mołdawia, 2016)[33]